# 심석고등학교
심석고등학교(心石高等學校)는 대한민국 경기도 남양주시 화도읍 마석우리에 있는 사립 고등학교이다.

## 학교 연혁
- 1973년 2월 27일 : 학교법인 심석학원 인가
- 1973년 3월 23일 : 초대 이사장에 한성그룹 회장 김용순 취임
- 1974년 2월 23일 : 초대 김병중 교장 취임
- 1976년 2월 25일 : 심석종합고등학교 제1회 졸업식(남녀 109명)
- 2001년 9월 1일 : 심석고등학교로 교명 변경 인가
- 2003년 12월 10일 : 심석 기념관 준공
- 2004년 9월 1일 : 학칙 변경 보통과 12학급(468명)
- 2008년 5월 20일 : 종합과학동 창의관 준공
- 2010년 6월 14일 : 고등학교 기숙사 청운관 착공(지하 1층, 지상 4층)
- 2011년 3월 7일 : 기숙사 청운관 개관
- 2015년 10월 5일 : 심석 급식실 준공
- 2016년 10월 10일 : 제5대 이사장 김익중 취임
- 2022년 3월 1일 : 제9대 최규일 교장 취임
- 2022년 6월 20일 : 복합체육시설 지석관 준공
- 2024년 1월 8일 : 제48회 졸업식(남 162명, 여 174명 총 336명) 연 18,080명 졸업

## 참고 자료
- 심석고등학교 - 한국교육학술정보원 학교알리미